# Hästsko

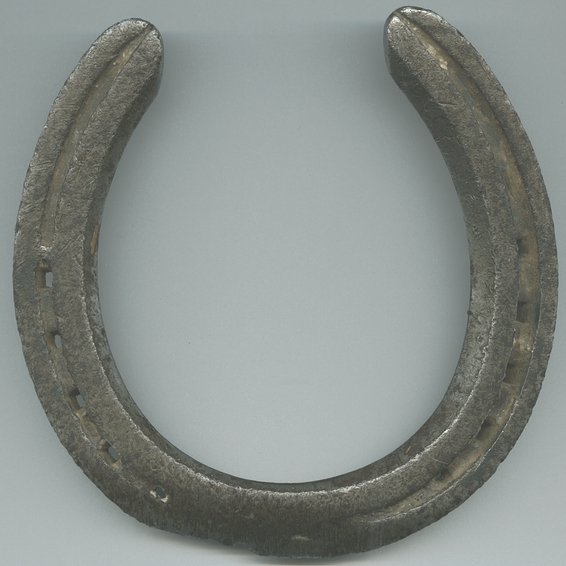
Hästsko

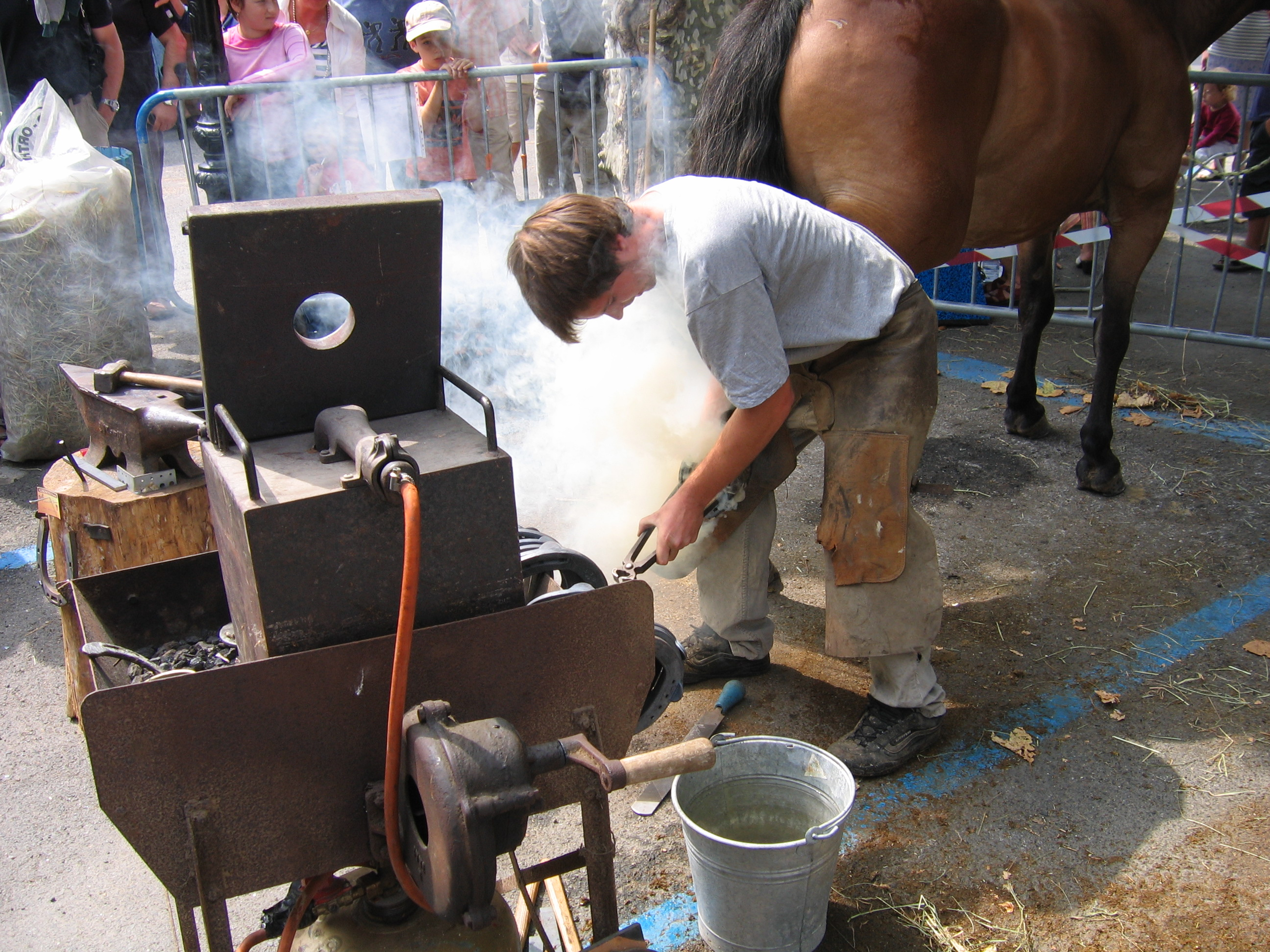
Inpassning av en glödgad hästsko

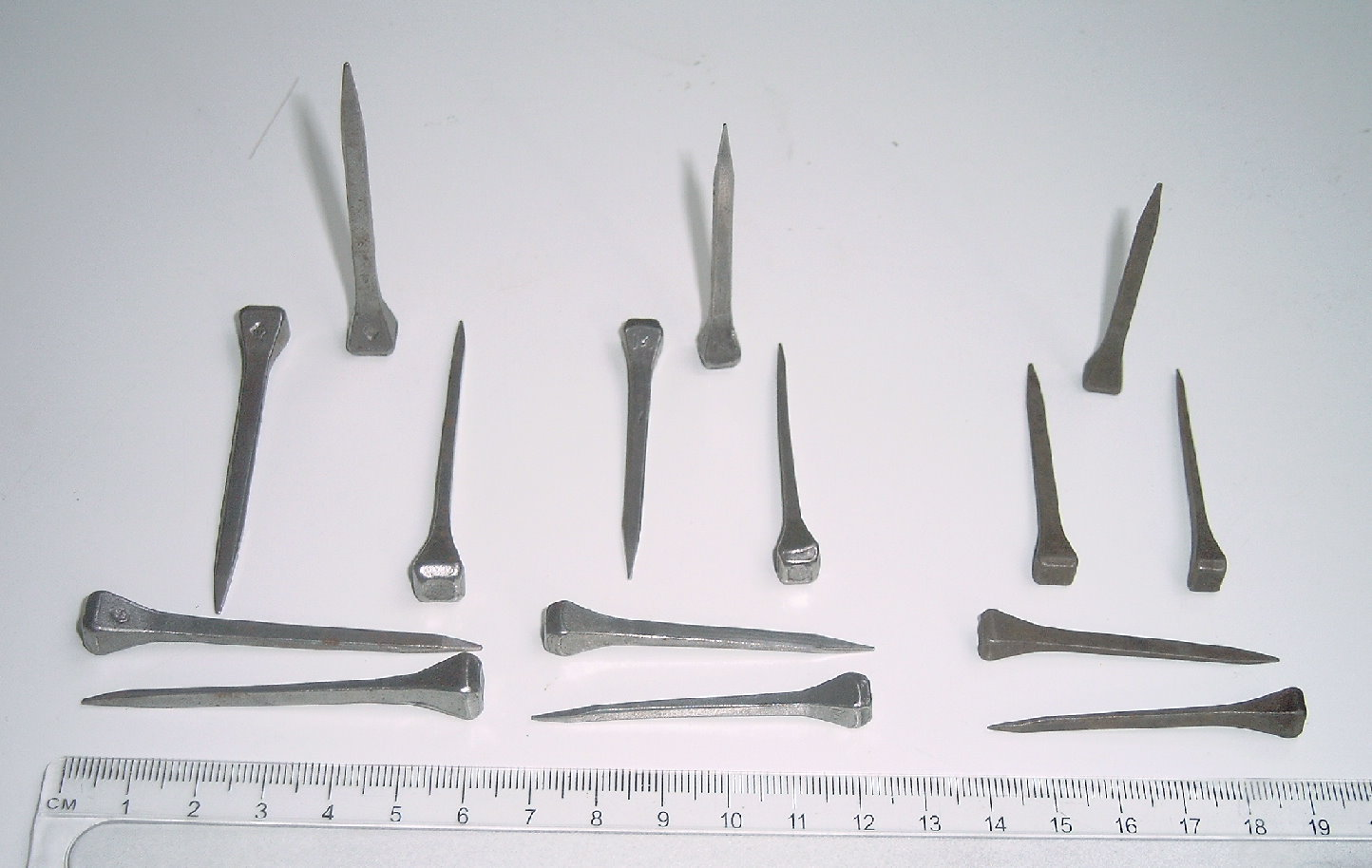
Hästskosöm i olika längd för spikning till hästens hov

Hästskor används för att skydda hästens hovar mot slitage. Redan under antiken använde man till en början ett slags sandaler av läder eller bast och senare av järn som bands fast under hovarna. Man tror att hovbeslag av järn som spikades fast i hoven med söm började utnyttjas först på 300-talet e.Kr.
Den som har till yrke att sko hästar kallas hovslagare och hantverket som utövas kallas hovslageri. 

## Folktro
En hästsko som man hittar anses av många vara lyckobringande och enligt traditionen kan en hästsko fäst över ytterdörren verka gynnsamt för gårdens lycka eller bringa lycka i största allmänhet för ägaren. Som ofta när det gäller folktro går åsikterna och traditionerna isär huruvida den ska hänga med öppningen uppåt eller nedåt. För vissa anses det viktigt att hästskon hängs med öppningen uppåt, som på bilden, för att lyckan inte ska rinna ut ur den, medan andra istället menar att den ska hänga med öppningen nedåt för att välsignelserna ska kunna falla ner över den som går under den. Ytterligare andra menar att det viktigare att den fästs med en söm istället för åt vilket håll den hänger. 

## Historia och varianter
I Sverige tycks hästskons uppgift från början ha varit att vintertid ge hästen ett säkrare fäste på is och hal mark. Det äldsta funna nordiska hovbeslaget som är från 700-talet är därför den så kallade isbrodden, en halvcirkelformig järnplatta med en tagg på undre ytan och i ändarna utsmidd till långa spetsar, som slogs genom hornet i tåväggen och böjdes. 

### Flikskon
På 1000-talet kom flikskon i bruk i Norden. På europeiska kontinenten hade den då förekommit ända sedan 600-talet. Flikskon utmärker sig genom en vågformig ytterkontur med kraftiga flikar, som uppkommit då de stora hålen för hästskosömmen stansats ut i hästskon. På kontinenten försvann flikskon redan vid mitten av 1200-talet, men i Sverige finns exempel på att den levat kvar ända till 1400-talet. Halvskor är en speciell nordisk variant av flikskon som endast täcker hovens yttersida, den förekommer även som trefjärdedelssko. Det antas att halvskorna tillkommit av sparsamhetsskäl.

### Triangelskon
Triangelskon betraktas som en utveckling av flikskon. Den har en svagt vågformad ytterkontur, medan innerkonturen bildar en spetsig vinkel. Triangelskon är betydligt bredare och kraftigare än flikskon. I Lund uppträdde flikskon först under 1100-talet. Georg Karlin hittade ett flertal exemplar i lager, säkert daterade till början av 1200-talet.

### Toffelskon
Toffelskon inkom till Sverige från kontinenten på 1300-talet, och blev den dominerande hästskotypen i Norden fram till 1500-talet. Toffelskon har sex, ibland åtta sömhål, och en bred tådel som sedan smalnar av bakåt längsmed armarnas sträckning. Toffelskon har till skillnad mot äldre hästskotyper en väl utvecklad sömränna.

### 16-1700-talet
Under renässansen började så småningom en bredare och kraftigare hästsko att komma i bruk. Typen var av tyskt ursprung, men på grund av att de användes av svenskarna under trettioåriga kriget har de utomlands fått benämningen "Schwedeneisen".
I den svenska armén (kavalleriet, dragoner, artilleri, tross mm) i slutet av 1600-talet så benämndes hästskorna som 6 stampa eller 8 stampa beroende av hur stora de var. Små hästar kunde ha 6 stampa och större 8 stampa, annars var det vanliga att hästen hade 8 stampa på framfötterna och 6 stampa på bakfötterna. Tillsammans 28 stampa gången. Artilleriets hästskor vägde något mera än de för kavalleriet.

### Nutid
På nutidens hästskor finns hål med gängor där man har möjlighet att vid halt väglag skruva fast broddar. Den vanliga hästskon inom dagens hästsport tillverkas fortfarande av järn, men inom travsporten förekommer lättare metaller och andra material samt mängder av andra typer och modeller. Det finns även specialskor till hästar med olika sjukdomar i sina hovar som exempelvis PG-skon som har en platta under hovens mittenparti, eller Easyboots som täcker hela hoven. Hästskor används på hästar även tillsammans med olika typer av sulor.